# Аллен, Маша Элизабет
Маша Элизабет Аллен (англ. Masha Elisabeth Allen, при рождении Мария Николаевна Яшенкова; 25 августа 1992, Новошахтинск, Ростовская область) — русская девочка, вывезенная в США в возрасте 5 лет и подвергавшаяся там сексуальным истязаниям на протяжении 5 лет. В интернете размещено более чем 200 откровенно порнографических изображений, на которых ей 9—10 лет.

## Биография
Со слов Маши, когда ей было 3 года, мать пыталась убить её.
После этого девочка оказалась в детдоме, где она прожила два года. Мать навещала её и обещала, что вскоре Маша сможет вернуться домой. Однако этого не произошло, так как Маша попала в группу детей, которых отобрали для отправки на усыновление в США. Её приемным отцом оказался Мэтью Манкуз, который жил один и который заплатил агентству, специализирующемуся на усыновлении детей из России, за услугу по усыновлению девочки несколько десятков тысяч долларов.
В анкете на усыновление он указывал, что ему нужна блондинка с голубыми глазами. Агентство подобрало для него то, что он хотел. В первый день, по прибытии в свой новый дом, в возрасте 5 лет, Маша была изнасилована приёмным отцом.
Манкуз принуждал девочку также позировать для создания порнографических фотографий. Эти фотографии он продавал через Интернет. Манкуз регулярно насиловал её. Он морил ребёнка голодом, чтобы она выглядела младше. На суде над своим приёмным отцом девочка рассказала, что, приехав из России, «она попала в ад», «отец доставил много боли и слёз», он «заставлял делать вещи, которые должна делать жена».
Девочка провела со своим мучителем 5 лет, пока его не арестовали агенты ФБР в 2003 году, после чего Машу удочерила одинокая женщина.
14 ноября 2005 года Мэтью Манкуз был приговорён общим судом города Аллегейни (штат Пенсильвания) к 35 годам лишения свободы за преступления сексуального характера, совершённые в отношении своей приёмной дочери из России Маши Яшенковой. Он был признан виновным по 11 эпизодам: изнасилование ребёнка; развратные действия с отягчающими обстоятельствами; незаконная связь с несовершеннолетними; незаконное ограничение свободы; инцест; растление несовершеннолетних; создание угрозы безопасности ребёнка; два эпизода вынуждения к вступлению в сексуальные отношения с ребёнком и два эпизода непристойной угрозы насилием детям, не достигшим 13 лет.
В интервью газете «Известия» Маурин Флетли, эксперт по проблеме усыновления, которая представляет интересы Маши Аллен и вместе с ней выступала в Конгрессе, рассказала, что в России действуют чудовищные правила усыновления. Многие из организаций, специализирующихся на доставке сирот из России, клянутся, что они будут внимательно наблюдать за жизнью и бытом ребёнка в американской семье. На самом деле никакого контроля и в помине нет. Отправку сирот иностранным усыновителям она считает сомнительным бизнесом.
6 января 2006 года на пресс-конференции сенатора Джона Керри Маша выступила в поддержку законопроекта, впоследствии получившего неофициальное название «Закон Маши». 
Этот законопроект, разработанный Джоном Керри, предполагает, во-первых, значительное увеличение штрафов за скачивание из Интернета детской порнографии, а во-вторых, даёт право жертвам производителей детской порнографии, достигшим совершеннолетия, преследовать по суду тех, кто скачивал порнографические фотографии этих жертв. Однако, вопрос о введении контроля за усыновлением иностранных детей гражданами США не поднимался.
В декабре 2005 — январе 2006 года Маша приняла участие в двух телешоу, рассказав по телевидению историю своей жизни. В начале мая того же года тринадцатилетняя Маша свидетельствовала в Конгрессе США в поддержку законопроекта Джона Керри.
Его законопроект стал частью Adam Walsh Child Protection and Safety Act (July 27, 2006).
История девочки, ставшей очередной жертвой системы продажи сирот состоятельным иностранцам, имела большой резонанс в России и послужила одним из поводов для принятия законопроекта № 186614-6 «О мерах воздействия на лиц, причастных к нарушениям прав граждан РФ», запрещающего гражданам США усыновлять российских детей.
21 декабря 2012 года Госдума приняла, а 26 декабря 2012 года Совет Федерации единогласно одобрил законопроект № 186614-6 «О мерах воздействия на лиц, причастных к нарушениям прав граждан РФ». Законопроект предписывает «прекратить от имени РФ» действие соглашения с США по усыновлению.